# Барнсвил (Минесота)
Барнсвил (енгл. Barnesville) град је у америчкој савезној држави Минесота.

## Демографија
По попису из 2010. године број становника је 2.563, што је 390 (17,9%) становника више него 2000. године.
| Група             | 2000.         | 2010.         |
| Белци             | 2.149 (98,9%) | 2.512 (98,0%) |
| Афроамериканци    | 0 (0,0%)      | 5 (0,2%)      |
| Азијати           | 3 (0,1%)      | 5 (0,2%)      |
| Хиспаноамериканци | 15 (0,7%)     | 18 (0,7%)     |
| Укупно            | 2.173         | 2.563         |